# Rodolfo Rossi
Rodolfo Carlos Rossi (Buenos Aires, 25 de septiembre de 1935) es un economista y contador argentino, quien se desempeñó como presidente del Banco Central argentino entre 1989 y 1990.
Estudió y se graduó de Contador Público, Licenciado en Administración, alcanzando también el grado académico de Doctor en Ciencias Económicas en la Facultad de Ciencias Económicas de Buenos Aires (UBA), en septiembre del año 1963.

## Actuación política
En el comienzo de su actividad profesional, se desempeñó como Agente de Bolsa en el Mercado de Valores de Buenos Aires. A partir de 1967, desarrolló una intensa actividad empresaria en el área financiera, con la participación en diversos Directorios de Empresas nacionales e Internacionales, con decisiones en el país, en Uruguay, Chile, Bolivia y Paraguay. Fue asimismo Director Ejecutivo y Presidente de Entidades financieras, participó activamente en Congresos y Convenciones realizadas en el país y en el extranjero, donde realizó estudios de posgrado. 
En el año 1983, con el advenimiento de la democracia en el país, tuvo una importante participación en el área de estudios económicos de la Ucede, que sustentaba sus ideales filosóficos. Fue Economista Jefe de la UCeDé y Asesor de la Comisión de Economía del Congreso de la Nación. Participó en México, en el estudio del Plan Brady, posteriormente, aplicado en Argentina para la refinanciación de la deuda externa existente. Estuvo presente como Consultor de la Representación Argentina, en la Asamblea del Fondo Monetario Internacional y el Banco Mundial, realizada en septiembre de 1989, en Washington D. C. (EE. UU.). En diciembre de 1989, fue designado Presidente del Banco Central de la República Argentina (BCRA), en un periodo económico convulsionado, en el cual el BCRA tuvo la tarea de implementar el Plan Bonex, aplicado por el Ministerio de Economía, a partir de 2 de enero de 1990. Renunciando posteriormente a tal función, fue designado Asesor de la Presidencia de la Nación, con jerarquía de Secretario de Estado, para el Estudio de la Reestructuración de la Banca Pública Nacional, función que desempeñó a su solicitud, en carácter ad honorem. Fue docente en Cursos de graduados en diversas Universidades nacionales e Instituciones especializadas, siendo titular de los Cursos de Economía para Funcionarios desarrollados en el BCRA en los años 2007 y 2008.